# The Witness for the Defense
The Witness for the Defense è un film muto del 1919 diretto da George Fitzmaurice.
Il film è l'adattamento cinematografico dell'omonimo lavoro teatrale tratto, a sua volta, da un romanzo dallo stesso titolo di A.E.W. Mason. La commedia originale debuttò a Broadway il 4 dicembre 1911 interpretata da Ethel Barrymore.

## Trama
In Inghilterra, Stella Derrick e Dick Hazelwood vorrebbero sposarsi ma le loro famiglie sognano per entrambi un matrimonio più conveniente. Stella si deve prender cura del padre invalido e parte per l'India dove è costretta a sposare il ricco capitano Ballantyne. Ma il marito si rivela come un brutale ubriacone affetto da delirium tremens. Ne è testimone anche Henry Thresk, un cacciatore in visita dai Ballantyne che propone a Stella di partire con lui. Ma la donna rifiuta.
Durante un safari, Ballantyne uccide un uccello che appartiene alla moglie e un servo sente che lei minaccia il marito. Poco dopo, il capitano viene trovato morto. Arrestata e processata per omicidio, Stella è salvata dall'inatteso intervento di Thresk che testimonia di aver sentito alcuni indigeni minacciare Ballantyne. Il cacciatore, come ricompensa, si aspetta di poter avere Stella ma lei lo rifiuta ancora una volta.
Ritornata in Inghilterra, Stella può finalmente sposare Dick dopo avergli confessato che è lei la vera responsabile della morte di Ballantyne, ucciso però per legittima difesa.

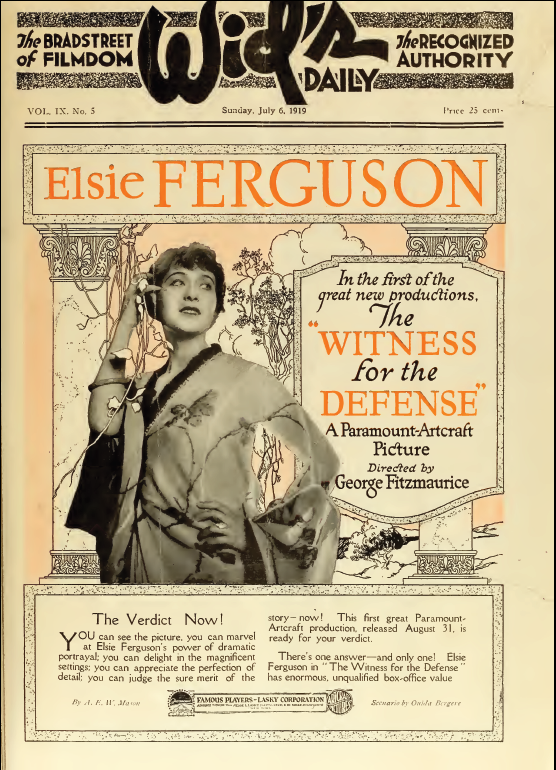
Film Daily (New York, Wid's Films and Film Folks, Inc.) Vol. 9 & 10 1919

## Produzione
Il film fu prodotto dalla Famous Players-Lasky Corporation.

## Distribuzione
Distribuito dalla Famous Players-Lasky Corporation (A Paramount-Artcraft Special), il film - presentato da Adolph Zukor - uscì nelle sale cinematografiche statunitensi il 14 settembre 1919.
Copia della pellicola viene conservata negli archivi della Gosfilmofond.